# UFC Fight Night: Shogun vs. Smith
UFC Fight Night: Shogun vs. Smith (conosciuto anche come UFC Fight Night 134) è stato un evento di arti marziali miste tenuto dalla Ultimate Fighting Championship il 22 luglio 2018 alla Barclaycard Arena di Amburgo, in Germania.

## Risultati
|                                   | Divisione         |                  |                 |                 | Metodo                                      | Round           | Tempo           | Premio          |
| Card Principale                   | Card Principale   | Card Principale  | Card Principale | Card Principale | Card Principale                             | Card Principale | Card Principale | Card Principale |
| --------------------------------- | ----------------- | ---------------- | --------------- | --------------- | ------------------------------------------- | --------------- | --------------- | --------------- |
|                                   | Pesi mediomassimi | Anthony Smith    | batte           | Mauricio Rua    | KO (gomitata e pugni)                       | 1               | 1:29            | POTN            |
|                                   | Pesi mediomassimi | Corey Anderson   | batte           | Glover Teixeira | Decisione unanime (30-27, 30-27, 30-27)     | 3               | 5:00            |                 |
|                                   | Pesi medi         | Abu Azaitar      | batte           | Vitor Miranda   | Decisione unanime (30-27, 30-27, 29-28)     | 3               | 5:00            |                 |
|                                   | Pesi massimi      | Marcin Tybura    | batte           | Stefan Struve   | Decisione unanime (30-27, 30-27, 29-28)     | 3               | 5:00            |                 |
|                                   | Pesi welter       | Danny Roberts    | batte           | David Zawada    | Decisione non unanime (27-30, 29-28, 29-28) | 3               | 5:00            | FOTN            |
|                                   | Pesi leggeri      | Nasrat Haqparast | batte           | Marc Diakiese   | Decisione unanime (30-27, 30-27, 30-26)     | 3               | 5:00            |                 |
| Card Preliminare (Fox Sports 1)   |                   |                  |                 |                 |                                             |                 |                 |                 |
|                                   | Pesi leggeri      | Damir Hadžović   | batte           | Nick Hein       | Decisione non unanime (29-28, 28-29, 29-28) | 3               | 5:00            |                 |
|                                   | Pesi welter       | Bartosz Fabiński | batte           | Emil Weber Meek | Decisione unanime (30-27, 29-28, 29-28)     | 3               | 5:00            |                 |
|                                   | Pesi piuma        | Nad Narimani     | batte           | Khalid Taha     | Decisione unanime (30-27, 30-27, 30-27)     | 3               | 5:00            |                 |
|                                   | Pesi mediomassimi | Aleksandar Rakić | batte           | Justin Ledet    | Decisione unanime (30-25, 30-24, 30-24)     | 3               | 5:00            |                 |
| Card Preliminare (UFC Fight Pass) |                   |                  |                 |                 |                                             |                 |                 |                 |
|                                   | Pesi gallo        | Manny Bermudez   | batte           | Davey Grant     | Sottomissione tecnica (triangolo)           | 1               | 0:59            | POTN            |
|                                   | Pesi mediomassimi | Darko Stošić     | batte           | Jeremy Kimball  | KO tecnico (gomitate e pugni)               | 1               | 3:13            |                 |
|                                   | Pesi gallo        | Liu Pingyuan     | batte           | Damian Stasiak  | Decisione unanime (30-27, 29-28, 29-28)     | 3               | 5:00            |                 |

## Premi
I lottatori premiati ricevettero un bonus di 50.000 dollari.
Legenda:
- FOTN: Fight of the Night (vengono premiati entrambi gli atleti per il miglior incontro dell'evento)
- POTN: Performance of the Night (viene premiato il vincitore per la migliore performance dell'evento)